# Riyal saoudien
Pour les articles homonymes, voir Rial.
Le riyal saoudien (arabe : ريال سعودي riyāl saʿūdī) est l'unité monétaire de l'Arabie saoudite. Son code ISO est SAR. Il est divisé en 100 halalas.

## Historique monétaire
En 1926, le royaume du Hedjaz lance sa propre monnaie, fondée sur la livre ottomane (ou kuruş), le riyal, équivalant à la pièce 20 kuruş  ; il est divisé en 20 qirshs (ou ghirshs). Le riyal hedjaz est défini par une pièce d'argent pesant 24,1 g à 917 millièmes, contre 830 pour la livre ottomane : sur le marché des changes, le riyal cote donc 22 qirshs. 
À partir de 1935, le riyal saoudien est créé, puis réformé pour s'aligner sur la pièce d'une roupie indienne, et ne pèse plus que 11,6 g.
En 1960, le riyal saoudien est divisé en 20 qirshs, puis en 1963 est introduit le halala, comme subdivision décimale, avec 1 riyal = 100 halalas.
Depuis juin 1986, le cours du riyal est à parité fixe avec le dollar américain (USD) pour un taux de 1 dollar contre 3,75 riyals.

## Émissions monétaires

### Billets de banque
Les premiers billets apparaissent en 1953, émis par l'Autorité monétaire de l'Arabie saoudite.
En 2016, la 6e série de billets est produite, comprenant des coupures de 1, 5, 10, 50, 100 et 500 riyals, avec au revers le portrait du roi Abdallah ben Abdelaziz Al Saoud.

### Pièces de monnaie
Les premières pièces sont frappées en 1935 à La Mecque sous l'autorité du roi Abdelaziz ibn Saoud, pour des valeurs de ¼, ½ et 1 riyal en argent. En 1937, sont frappées en cupronickel des pièces de ¼, ½ et 1 qirsh. En 1957, des pièces de 2 et 4 qirshs sont fabriquées en cupronickel. En 1972, la série de pièces en cupronickel est introduite, pour des valeurs de 5, 10, 25 et 50 halalas suivie en 1976 par une pièce de 100 halalas (1 riyal).
En 2016, est produite une nouvelle série de pièces pour des valeurs de 1, 5, 10, 25, et 50 halalas en cupronickel, et de 1 et 2 riyals, bimétalliques.

Avers d'une pièce de 50 halalas.
Revers d'une pièce de 50 halalas (HE 1434 - 2012).

## Change
L'Arabie Saoudite mène une politique d'arrimage (peg) du riyal saoudien au dollar américain. Le taux est fixé à 3,75 SAR = 1 USD.